# Halectinosoma propinquum
Halectinosoma propinquum är en kräftdjursart som först beskrevs av T. Scott och A. Scott 1896.  Halectinosoma propinquum ingår i släktet Halectinosoma och familjen Ectinosomatidae. Inga underarter finns listade i Catalogue of Life.